# Tobyš
Tobyš (rusky Тобыш) je řeka v Republice Komi v Rusku. Je dlouhá 393 km. Plocha povodí měří 6610 km².

## Průběh toku
Pramení a teče skrze Timanský krjaž. Ústí zprava do Cilmy (povodí Pečory).

## Vodní režim
Zdrojem vody jsou sněhové a dešťové srážky. Zamrzá na konci října až na začátku listopadu a rozmrzá v květnu. V květnu a červnu pak dosahuje nejvyšších stavů.